# Matteo Viola
Matteo Viola (* 7. července 1987, Maestre) je italský profesionální tenista. Ve své dosavadní kariéře na okruhu ATP World Tour nevyhrál žádný turnaj. Na challengerech ATP a okruhu ITF získal k lednu 2012 jeden titul ve dvouhře.
Na žebříčku ATP byl nejvýše ve dvouhře klasifikován v lednu 2012 na 153. místě a ve čtyřhře pak v prosinci 2011 na 249. místě. Trénuje ho Andrea Mantegazzaová.

## Finále na challengerech ATP a okruhu Futures
| Legenda                    |
| -------------------------- |
| Challengery (1–2 D; 0–1 Č) |
| Futures (0–0)              |

### Dvouhra
| Stav      | Č. | Datum              | Turnaj        | Povrch | Soupeř ve finále      | Výsledek      |
| --------- | -- | ------------------ | ------------- | ------ | --------------------- | ------------- |
| Finalista | 1. | 27. března 2011    | Caltanissetta | antuka | Andreas Haider-Maurer | 1–6, 6–7(1–7) |
| Finalista | 2. | 24. července 2011  | Orbetello     | antuka | Filippo Volandri      | 6–4, 3–6, 2–6 |
| Vítěz     | 1. | 27. listopadu 2011 | Guayaquil     | antuka | Guido Pella           | 6–4, 6–1      |

### Čtyřhra
| Stav      | Č. | Datum             | Turnaj   | Povrch | Spoluhráč        | Soupeři ve finále             | Výsledek         |
| --------- | -- | ----------------- | -------- | ------ | ---------------- | ----------------------------- | ---------------- |
| Finalista | 1. | 6. listopadu 2011 | Medellín | antuka | Alessio di Mauro | Paul Capdeville Nicolás Massú | 2–6, 6–4, [8–10] |